# ヨハン・ゲオルク・パリッチュ

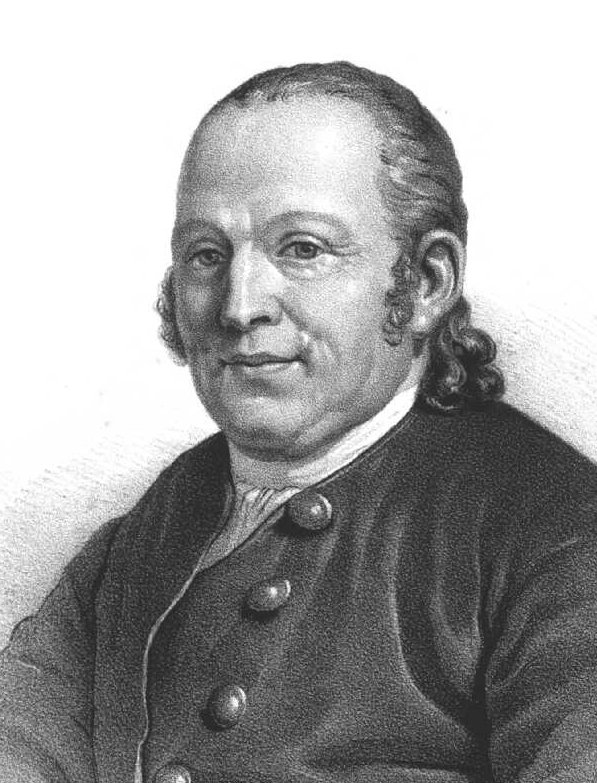
肖像

ヨハン・ゲオルク・パリッチュ（Johann Georg Palitzsch、1723年6月11日 - 1788年2月21日）はドイツ、ドレスデンの農夫でアマチュア天文家である。エドモンド・ハレーによって予測されたハレー彗星の回帰を1758年に発見した。
独学で天文学と物理学を学んだ。1744年にアルゴルが変光星であることを見つけた。1758年12月、エドモンド・ハレーによって予測されたハレー彗星の回帰を最初に発見した。顕微鏡による植物の観察も行い、ドレスデンにジャガイモの栽培を導入した。1775年にドレスデンの宮殿に避雷針の取り付けをすすめた。
なお、パリッチュから1か月遅れてハレー彗星の回帰を発見したと報告したシャルル・メシエは、そのことでいわれのない中傷を受けたことでより一層彗星の発見に情熱を傾けるようになり、その成果は後に『メシエカタログ』として結実した。